# Tonsina
Tonsina est une localité (Census-designated place) d'Alaska, aux États-Unis, située dans la Région de recensement de Valdez-Cordova, dont la population était de 78 habitants en 2010.
Elle est située au kilomètre 127 (mile 79) de la Richardson Highway, au sud de la rivière Tonsina, près du lac Kenny, à 84 km au nord-est de Valdez.
Les températures extrêmes sont de −50 °C en janvier et de 33 °C en juillet.
La poste, un magasin de fournitures générales, et une station de télégraphe de l'armée y ont été établis en 1902. Le Tonsina Lodge a été construit en 1903 le long de la piste de Valdez à Eagle.
Actuellement, l'activité économique se concentre sur la station 12 du pipeline et sur les prestations touristiques.

## Démographie
| 1980 | 1990 | 2000 | 2010 | - | - |
| ---- | ---- | ---- | ---- | - | - |
| 135  | 38   | 92   | 78   | - | - |

### Source
- (en) CIS